# Edwardsiana rhodophila
Edwardsiana rhodophila är en insektsart som först beskrevs av Cerutti 1937.  Edwardsiana rhodophila ingår i släktet Edwardsiana och familjen dvärgstritar. Inga underarter finns listade i Catalogue of Life.